# 전영진
전영진은 쿠바 주재 조선민주주의인민공화국의 대사이다. 대외문화연락위원회 부위원장을 지냈으며, 장성택 국방위원회 부위원장의 매부이다.